# Oyrières
Oyrières – miejscowość i gmina we Francji, w regionie Burgundia-Franche-Comté, w departamencie Górna Saona.
Według danych na rok 1990 gminę zamieszkiwało 401 osób, a gęstość zaludnienia wynosiła 29 osób/km² (wśród 1786 gmin Franche-Comté Oyrières plasuje się na 377. miejscu pod względem liczby ludności, natomiast pod względem powierzchni na miejscu 257.).